# … die alles begehren
… die alles begehren (Originaltitel: The Sandpiper) ist ein US-amerikanisches Filmdrama des Regisseurs Vincente Minnelli aus dem Jahr 1965.

## Handlung
Die Malerin Laura Reynolds lebt mit ihrem neunjährigen unehelichen Sohn Danny allein in einem Holzhaus in Big Sur an der kalifornischen Pazifikküste, unweit der berühmten Bixby Creek Bridge. Sie möchte ihn fern von den Zwängen der Welt allein erziehen, wird jedoch durch einen richterlichen Beschluss gezwungen, den Jungen in eine private Internatsschule der Episkopalkirche zu geben. Der Internatsleiter und Pfarrer, Dr. Edward Hewitt, fühlt sich von Lauras selbstsicherem Auftreten und ihrem kämpferisch freigeistigen Argumentieren zunächst provoziert. Der richterliche Beschluss wird mit Polizeigewalt durchgesetzt und das Kind ins Internat gebracht.
Als Dr. Hewitt die attraktive und selbstbewusste Einzelgängerin zum ersten Mal in ihrem Haus besucht, pflegt sie gerade einen verletzten Strandläufer (engl. Sandpiper), von dem sich der Originaltitel des Films ableitet. Sie möchte, dass er wieder fliegen und seine Freiheit genießen kann. Der Schulleiter fühlt sich unwiderstehlich zu ihr hingezogen und bewundert sie insgeheim.
Laura gesteht Edward, dass sie sich aus persönlicher Enttäuschung von der Männerwelt in die Einsamkeit von Big Sur zurückgezogen habe. Edwards Blicke, sein subtiler Charme und seine spürbare Güte lassen sie allmählich seine Zuneigung erwidern. Seiner ahnungslosen Ehefrau Claire gegenüber erfindet er immer skrupellosere Ausreden, und er lässt sich die Affäre auch nicht von seinem Freund Ward Hendricks ausreden, der als Lauras Ex-Gönner meint, ebenfalls Anspruch auf sie zu haben. Edward wird durch seine beglückende Romanze mit Laura in der paradiesisch wilden Natur einerseits und den Schuldgefühlen gegenüber seiner Frau andererseits innerlich zerrissen. Sein durch die Liebschaft intensiviertes ehrliches Nachdenken bringt ihn auch als Leiter der Privatschule vom bisherigen Erfolgspfad ab. Er erkennt die Bodenlosigkeit der vordergründig gesetzestreuen, in Wirklichkeit aber korrupten Steuerhinterziehergesellschaft und bereitet seinen Ausstieg vor.
Schließlich beichtet er Claire seinen Seitensprung, verliert dadurch aber auch Lauras Vertrauen, die die Heiligkeit der Intimität von Mann und Frau dem Eheversprechen übergeordnet sieht. Schmerzlich wird ihm im Gespräch mit Claire der Verlust jener Ideale Franz von Assisis bewusst, mit denen er einst seine Laufbahn begonnen hatte und deren Verwirklichung er in seiner Romanze mit der couragierten Laura intuitiv näher kam als in der etablierten Gesellschaft. In einer emotionalen Rede bei der Jahresabschlussfeier des Internats verkündet er in Anwesenheit sowohl seiner von ihm inzwischen getrennt lebenden Frau als auch von Laura seinen Rücktritt von der Schulleitung. Er nimmt geläutert, wortkarg und wehmütig Abschied von einem – so wörtlich – „Lebensabschnitt“, von den beiden Frauen wie auch von der US-amerikanischen Gesellschaft und fährt nach Südamerika. Der Abspann zeigt eine Luftaufnahme der kalifornischen Küstenstraße, der California State Route 1.

## Drehorte
Der Film wurde in der pittoresken Landschaft von Big Sur gedreht und enthält viele Außenaufnahmen von Wahrzeichen der Region, darunter Pfeiffer Beach, das Point Lobos State Reserve, die Bixby Creek Bridge, die Coast Gallery (wo Laura ihre Kunstwerke ausstellt) und das noch heute existierende Restaurant Nepenthe (wo eine Tanzszene gedreht wurde).
Für die von Dr. Hewitt geleitete Internatsschule wurde jedoch die Voorhis School for Boys in San Dimas im Los Angeles County gewählt, die zur California State Polytechnic University in Pomona gehört, und zwar wegen ihrer „rustikalen spanischen Architektur“. Die Dreharbeiten erfolgten am 28. und 29. September 1964. Die Hochschulzeitung Poly Post berichtete damals über den ungewöhnlichen Besuch.

## Hintergrund
Für die weibliche Hauptrolle hatte Produzent Martin Ransohoff zunächst Kim Novak vorgesehen, die aber ablehnte und durch Elizabeth Taylor ersetzt wurde. Taylor und Burton, die in den 1960er Jahren miteinander verheiratet waren, liefern sich in dem Film ein Duell um Liebe und Ehe, Leidenschaft und Gesellschaft, Idealismus und Vertrauen. Taylor erhielt für ihre Rolle eine höhere Gage (1 Million US-Dollar) als Burton (750.000 US-Dollar), und um Steuern zu sparen, sorgte das Schauspielerpaar dafür, dass die Innenaufnahmen in einem Pariser Studio erfolgten. Die Außenaufnahmen zwischen brandungstosenden Küstenklippen bilden einen stimmungsvollen Kontrast zu dem subtilen Mann-Frau-Spiel der beiden Stars und steigern die Gegensätzlichkeiten, ohne zu übertreiben.
In einer weiteren Rolle ist Charles Bronson zu sehen. Er verkörpert einen flippigen Holzbildhauer, der vor den Augen des Pfarrers eine Aktbüste fertigt, für die die Hauptdarstellerin Modell sitzt. Er ist das männliche Provokationspendant in Form der meist brotlosen 60er-Jahre-Avantgardisten, deren Amoralität, Direktheit und Lässigkeit er lüstern preisgibt. Mit der Thematisierung des beginnenden Generationenkonflikts, des Aussteigertums und der freien Liebe sowie andeutungsweise existenzialistischem Gedankengut hat der Spielfilm auch dokumentarischen Charakter in Bezug auf den Anfang der 1960er Jahre, wenn er auch nicht zum Kultfilm wurde. Der Selbstfindungstrip, auf den die Figuren sich begeben haben, führt zum Ursprünglichen, Unverkleisterten zurück, das der Entdeckung des eigentlich ‘Menschlichen’ zugrunde liegt, und gipfelt am Strand in einem Zweikampf des Pfarrers mit dem Aktbildner auf Leben und Tod. Das von Richard Burton glaubwürdig gespielte Erschrecken vor sich selbst kann als durchaus passende Figurierung dessen angesehen werden, was seit den 1960er Jahren zu einem Grundzug des Individualismus geworden ist.
Auf dem damaligen Stand der Tiefen- und der Gestaltpsychologie sind die Figuren und die Dramaturgie nahezu klassisch stilisiert. Erzählt wird zwar vorwiegend aus der männlichen Perspektive, aber die starke Befangenheit des Mannes angesichts der Frau wird von Richard Burton durchgängig zum Zuschauer gebracht und ist in Anbetracht der Präsenz der „schönsten Frau der Welt“, wie Taylor genannt wurde, auch glaubwürdig. Allerdings wird ihre Emanzipation als traumatisch bedingt gewissermaßen abgewertet, was ein Hinweis auf Liz Taylors wirkliche Lebensgeschichte sein kann. Dennoch wird von ihr die Kraft weiblicher Intuition und deren heilsame Wirkung überzeugend wiedergegeben – Laura schient den gebrochenen Flügel eines Strandläufers (daher der amerikanische Filmtitel), entlässt ihn später in die Freiheit und schenkt ihm dadurch ein neues Leben. Womit auch die psychologische Substory des Films erwähnt ist.
Die vordergründige Story des Films ist literarisch nicht neu. Sie erinnert beispielsweise an Ödön von Horváths Roman Jugend ohne Gott von 1937, in dem sich ein Lehrer mit dem Verlust humanistischer Ideale im Nazi-Deutschland auseinanderzusetzen hat, durch die Blicke der anderen zur Liebe, zu seinen Idealen zurück- sowie die Wahrheit in einem Mordfall herausfindet und schließlich als Missionar nach Afrika fährt.
Der Film spielte trotz überwiegend vernichtender Kritiken mehr als 10 Mio. Dollar ein.

## Kritik
Der film-dienst urteilt: „Mit Stars und schönen Bildern von grandiosen Pazifik-Riffs angereichertes herzzerreißendes ‚Seelen- und Gesellschaftsdrama‘ - ein Musterbeispiel klassischer Schnulzenkonfektion.“ Zu einer ähnlichen Einschätzung gelangt der Evangelische Film-Beobachter: „Prominente Besetzung, wirksame Aufmachung und tiefenträchtige Dialoge sollten nicht darüber hinwegtäuschen, daß es sich nur um eine Edelschnulze mit teilweise seltsamen Libertinismen handelt.“

## Auszeichnungen
Das Lied The Shadow of Your Smile von Johnny Mandel (Musik) und Paul Francis Webster (Text) wurde 1966 mit dem Oscar für den besten Filmsong ausgezeichnet, der gesamte Soundtrack mit dem Grammy Award for Best Score Soundtrack for Visual Media.

## Sonstiges
Ausschnittsweise enthalten ist der Film in dem Dokumentarfilm Trumbo (USA 2007) über den Hollywood-Drehbuchautor Dalton Trumbo, der 1947 während der McCarthy-Ära Berufsverbot bekam und ins Exil gehen musste.